# محمد نديم
محمد جميل نديم (مواليد 20 يوليو 2001) هو لاعب كرة قدم مصري يلعب حالياً في نادي الزمالك في مركز حراسة المرمي.